# Виртц, Ферд
Фердинанд «Ферд» Виртц (люкс. Ferdinand "Ferd" Wirtz; 26 ноября 1885, Люксембург (город), Люксембург — 18 апреля 1947, Люксембург (город), Люксембург) — люксембургский гимнаст, участник летних Олимпийских игр 1912 года (4-е место в основном командном первенстве и 5-е место в командном первенстве по произвольной системе).